# Trikorfo (Parga)
Trikorfo (griechisch Τρίκορφο (n. sg.)) ist ein kleiner Ort mit 45 Einwohnern der Gemeinde Parga in der griechischen Region Epirus. Das Dorf liegt an der griechischen Westküste am Ionischen Meer. Über dem Ort thront eine osmanische Festung des Ali Pascha.
Es gibt im Dorf zwei Kirchen. Beide Kirchen des Dorfes besitzen einen Friedhof und werden immer noch für Liturgien genutzt.
Neben der oberen Kirche befinden sich die Überreste der alten Schule. Die kleinere Kirche (Agios Georgios), die sich näher am Dorfausgang befindet, wurde im Jahr 2005 leicht restauriert und hat unter anderem ein neues Dach bekommen.

Eingang zum Friedhof in Trikorfo